# 1508 Kemi
Az 1508 Kemi (ideiglenes jelöléssel 1938 UP) egy marsközeli kisbolygó. Heikki Alikoski fedezte fel 1938. október 21-én, Turkuban.